# Frans Krajcberg
Frans Krajcberg (ur. 12 kwietnia 1921 w Kozienicach, zm. 15 listopada 2017 w Rio de Janeiro) – brazylijski rzeźbiarz, malarz, pisarz i fotograf pochodzący z Polski.

## Życiorys
Urodził się w rodzinie zasymilowanych Żydów, jego rodzice byli zaangażowani w działalność lewicową. Po wybuchu II wojny światowej przedostał się na tereny okupowane przez Związek Radziecki i zaciągnął do służby w Armii Czerwonej. W 1940 przeszedł do rezerwy i rozpoczął studia architektoniczne w Leningradzie, które był zmuszony przerwać w 1941 po ataku Niemiec na ZSRR. Zgłosił się do organizowanej Armii Andersa, gdzie wcielono go do brygady saperów. Podczas wymarszu polskiej armii pozostał w Związku Radzieckim i wstąpił do Ludowego Wojska Polskiego. Po zakończeniu wojny otrzymał informację, że nikt z jego bliskich nie przeżył. Podjął wówczas decyzję, że nie wróci do Polski. Wstąpił do Akademii Sztuk Pięknych w Stuttgarcie i kontynuował studia architektoniczne pod kierunkiem Williego Baumeistera. Po ukończeniu nauki w 1948 wyjechał do Paryża, gdzie na krótko zamieszkał. W tym okresie dużo podróżował m.in. na Ibizę oraz do Brazylii, gdzie postanowił osiąść na stałe. W 1951 wziął udział w 1 Międzynarodowym Biennale Sztuki w São Paulo. Mniej więcej w tym czasie zamieszkał czasowo w jaskini Pico da Cata Branca w regionie Itabirito w stanie Minas Gerais, gdzie poświęcił się rzeźbie w kamieniu naturalnym. Przeniósł się na krótko do Parany, gdzie mieszkał w lesie, poświęcając się malowaniu natury. W 1956 zamieszkał w Rio de Janeiro, gdzie dzielił studio z rzeźbiarzem Franzem Weissmannem. W 1957 otrzymał obywatelstwo brazylijskie. Od 1958 mieszkał zarówno w Rio de Janeiro, jak w Paryżu i na Ibizie. W tym czasie tworzył malowidła olejne i gwasze na papierze, uformowanym w kamienie, wzór do tej techniki zaczerpnął ze sztuki japońskiej. Również na Ibizie w 1959 zaczął tworzyć Terra craqueladas (Spękana ziemia), monochromatyczne płaskorzeźby zdobione naturalnymi pigmentami. W 1964 powrócił do Brazylii i w Cata Blanca stworzył studio artystyczne. Zaczął tworzyć rzeźby przestrzenne oraz stosować szeroką gamę naturalnych kolorów. Nowym cyklem były Poszarpane cienie, które tworzył poprzez odpowiednie przycinanie winorośli i kształtowanie gałęzi drzew. W 1972 zamieszkał w Nova Viçosa na południowym wybrzeżu w stanie Bahia. Tu kontynuował tworzenie według technik, które zaczął stosować w Minas Gerais. Tworzył rzeźby w oparciu o pnie i korzenie drzew, które morze wyrzuca na plażę. Od 1978 zaangażował się w działalność ekologiczną, ogłosił wówczas, że jego twórczość powinna poruszyć sumienie świata. Często podróżował do Amazonii i Mato Grosso, gdzie fotografował wyniszczanie Puszczy Amazońskiej poprzez wylesianie i wzniecanie pożarów. Zaczął tworzyć używając do tego celu zwęglonych części drzew, w 1980 stworzył cykl zatytułowany Africa, do którego użył płyt gipsowych, korzeni, pnączy i pędów palm oraz naturalnych barwników. Całą twórczość Fransa Krajcberga cechuje wykorzystanie naturalnych elementów pozyskanych bez uszczerbku przyrody i z poszanowaniem ochrony środowiska. W 2003 w Kurytybie rozpoczął działalność Frans Krajcberg Institut, któremu artysta podarował ponad sto swoich dzieł.
Cała twórczość Krajcberga jest ucieleśnieniem ideałów artysty, który postanowił żyć zgodnie z naturą, pokazać piękno przyrody i przestrzegać przez skutkami niszczycielskiej działalności człowieka. Scenerią dla jego rzeźb często jest morze, a obrazy przedstawiają przyrodę i krajobraz Brazylii.

## Odznaczenia
- Medal Zasługi Rio Branco (2002, Brazylia)
- Krzyż Wielki Orderu Zasługi dla Kultury (2004, Brazylia)[2]
- Kawaler Orderu Ipirangi (2009, Brazylia)

## Galeria

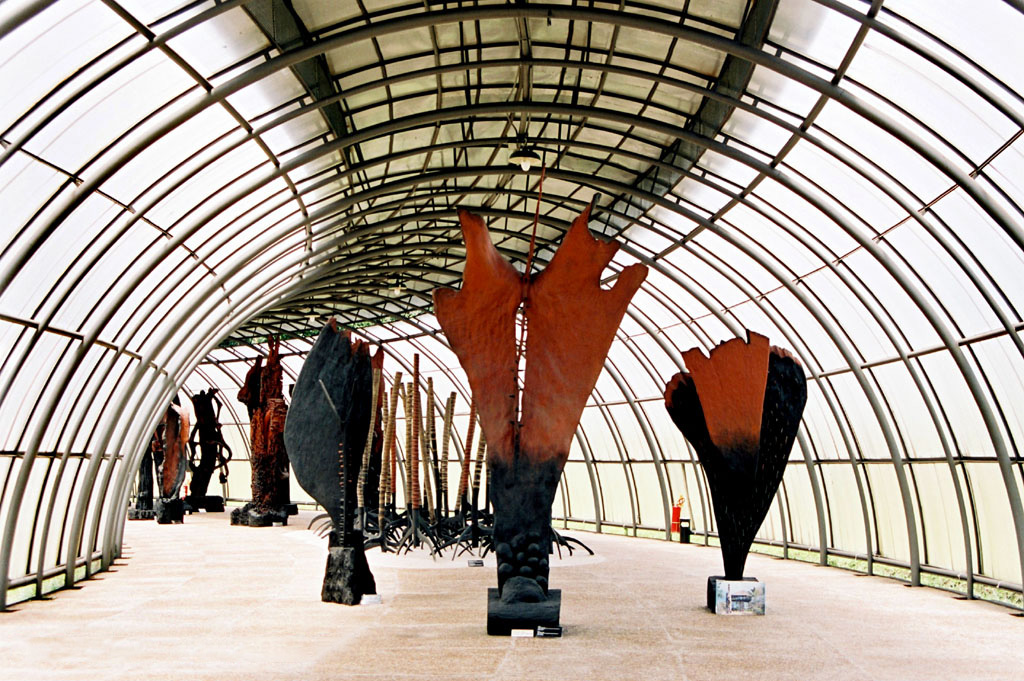
Przestrzeń
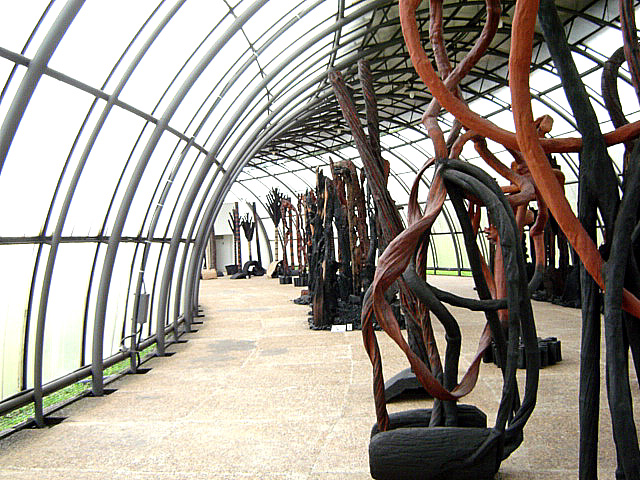
Ogród botaniczny
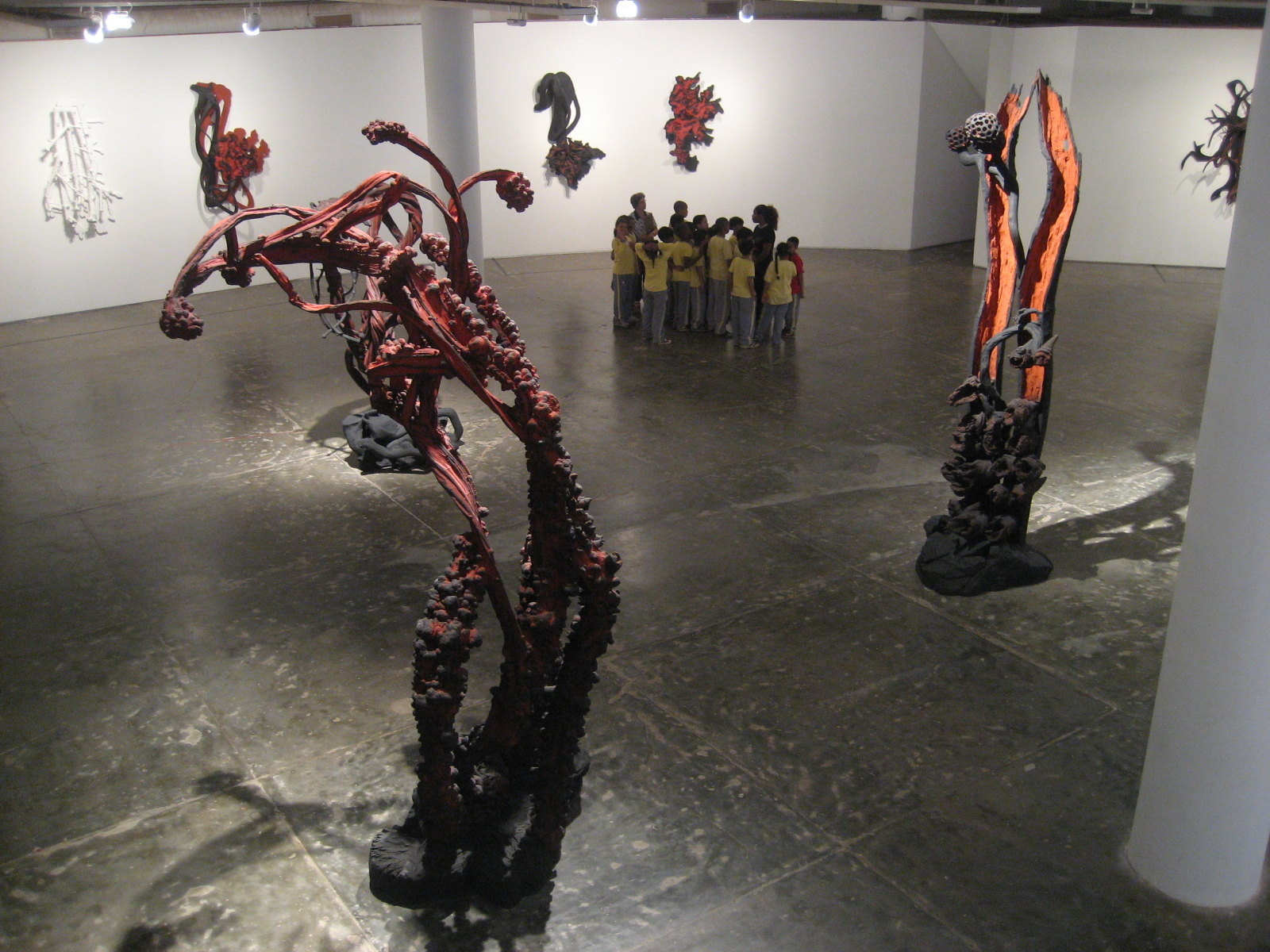
Natura